# Фрязино (станция)
Фрязино — тупиковая железнодорожная станция линии Болшево — Фрязино Ярославского направления Московской железной дороги. Расположена в одноимённом городе Московской области. По основному характеру работы является промежуточной, по объёму работы отнесена к 3 классу. Входит в Московско-Курский центр организации работы железнодорожных станций ДЦС-1 Московской дирекции управления движением.
Станция открыта для грузовой работы по параграфу 3 (Прием и выдача грузов повагонными и мелкими отправками, загружаемых целыми вагонами, только на подъездных путях и местах необщего пользования).
На станции находятся две пассажирские платформы (остановочных пункта) в 1-2 минутах проезда:
- Фрязино-Пассажирская в северо-восточной части станции, тупиковая островная платформа, конечный остановочный пункт электропоездов от Ярославского вокзала Москвы. Имеет отдельный код ЕСР/АСУЖТ.
- Фрязино-Товарная в южной части станции, боковая платформа у восточного пути, промежуточный остановочный пункт.